# Hurones
Hurones es una localidad y municipio situado en la provincia de Burgos, en la comunidad autónoma de Castilla y León (España), comarca de Alfoz de Burgos, partido judicial de Burgos, cabecera del ayuntamiento de su nombre.

## Geografía
Situado a 11 km de la capital provincial, Burgos, abarca una extensión de unos 8,29 km² y cuenta con una población de 77 habitantes. Su altitud es de 930 m sobre el nivel del mar.

## Administración y política
En el término municipal de Hurones se encuentra también la pedanía de Las Mijaradas, donde se ha construido un campo de golf.

### Elecciones de 2011

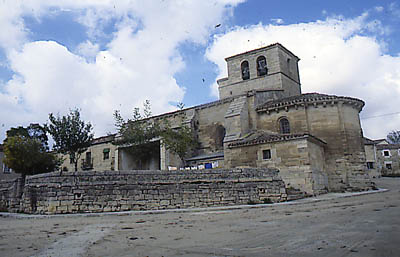
Iglesia de Hurones.

En las elecciones municipales del 22 de mayo de 2011 cambió el gobierno municipal, quedando el resultado electoral de la siguiente forma:
| Escrutado 100%  |       |        |            |
| Total votantes  | 57    | 95,00% |            |
| Abstención      | 5     | 5,00%  |            |
| Votos nulos     | 0     | 0%     |            |
| Votos en blanco | 0     | 0%     |            |
|                 |       |        |            |
| Candidaturas    | Votos | %Votos | Concejales |
| PP              | 24    | 42,11% | 2          |
| PSOE            | 25    | 43,86% | 1          |

## Demografía
Hurones cuenta con una población de 53 habitantes (INE 2024).
| Gráfica de evolución demográfica de Hurones entre 1842 y 2021 |
| |
| Población de derecho según los censos de población del INE Población de hecho según los censos de población del INEEn este censo se denominaba Por error dice: Ubierna: 1842. En estos censos se denominaba Urones: 1857, 1860, 1877 y 1887. |

Como en la mayoría de los pueblos castellanos, Hurones sufrió una dramática reducción de población a partir de la década de 1960. La ciudad receptora de la población que abandonó Hurones fue la capital de provincia: Burgos.
| 1842 | 1857 | 1860 | 1877 | 1887 | 1897 | 1900 | 1910 | 1920 | 1930 | 1940 | 1950 | 1960 | 1970 | 1981 | 1991 | 2001 | 2011 |
| ---- | ---- | ---- | ---- | ---- | ---- | ---- | ---- | ---- | ---- | ---- | ---- | ---- | ---- | ---- | ---- | ---- | ---- |
| 139  | 219  | 201  | 190  | 197  | 178  | 197  | 219  | 232  | 219  | 171  | 153  | 163  | 138  | 85   | 63   | 70   | 79   |

## Monumentos y lugares de interés

### Iglesia

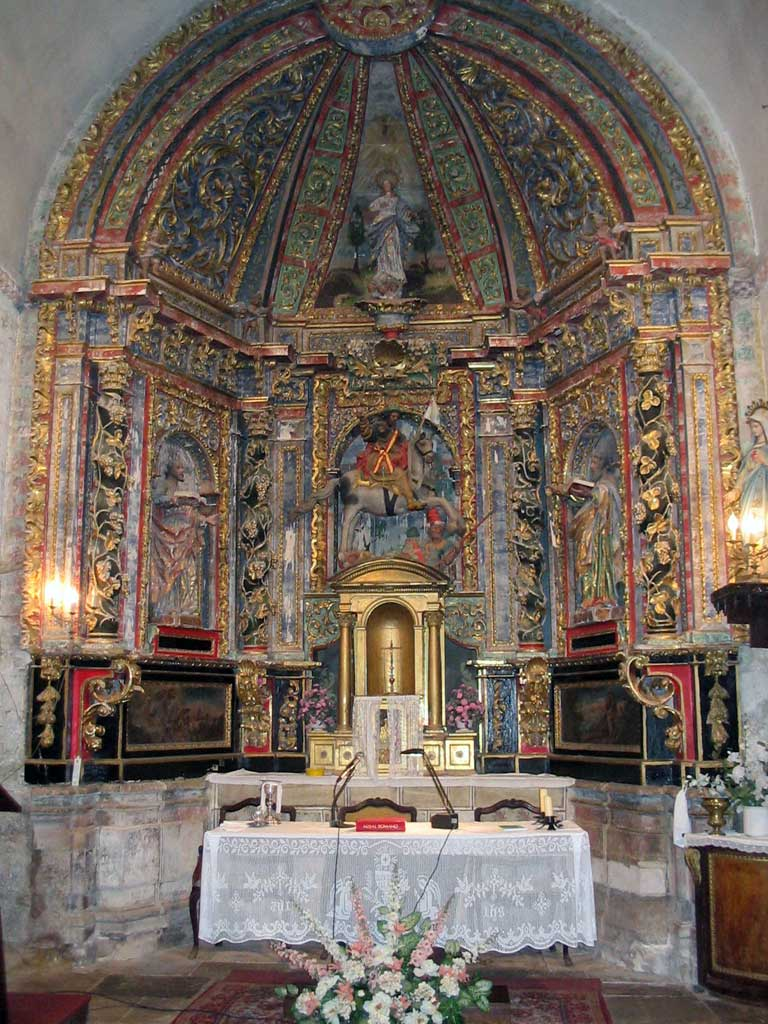
Altar mayor de la iglesia parroquial.

La iglesia parroquial de Santiago Apóstol de Hurones es de estilo románico y fue construida en las primeras décadas del siglo XIII por la escuela de La Bureba.  Aunque la iglesia tiene añadidos de épocas posteriores, mantiene su traza románica con su única nave rematada en un ábside semicircular.

### Calzada romana
La calzada romana pasa junto a la Granja de las Mijaradas, al sur del pueblo de Hurones. En el límite del términos municipales de Hurones y Villayerno Morquillas, cruza el Río Morquillas, abandonando el Camino de los Romanos para alcanzar la plataforma que,  al sur de la actual carretera de Poza de la Sal se denomina Camino Real. 
Por esta franja, y luego coincidiendo más o menos con la carretera, continúa con la misma dirección hasta separarse de esta, ya en el término municipal de Burgos, por el camino llamado en la cartografía Camino de Poza, aunque en realidad se le sigue llamando en el lugar Camino Real.
Por este camino, con buena alineación recta, se llega a Burgos capital.

## Cultura

### Fiestas y costumbres

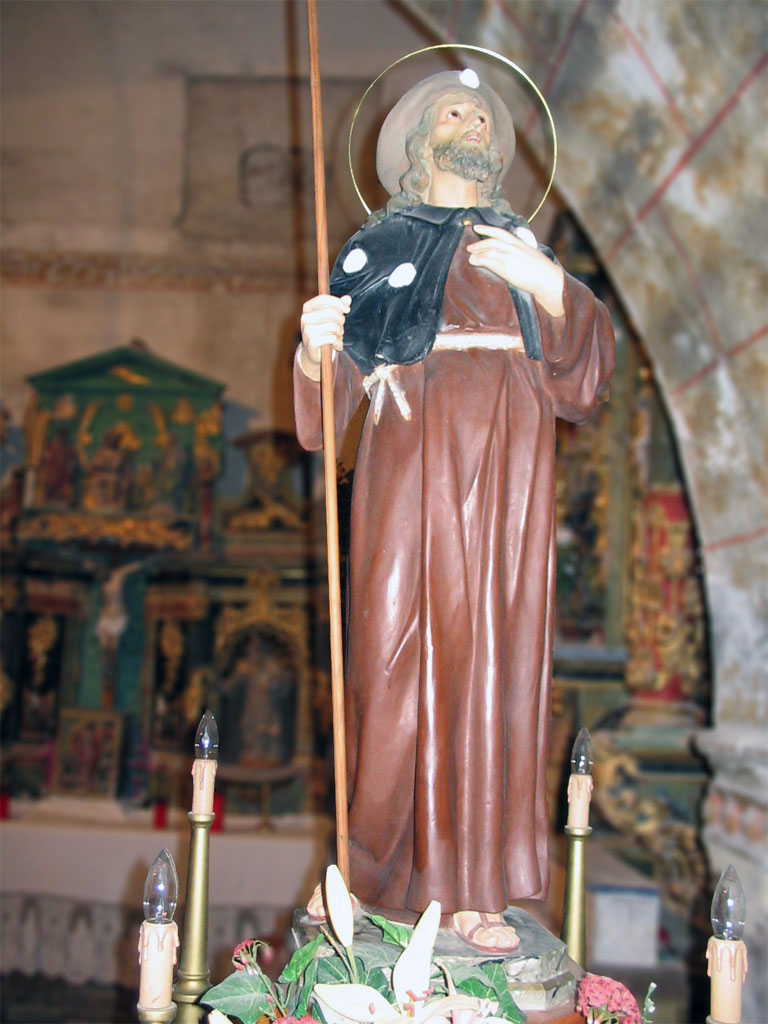
Santiago Apóstol en la parroquia de Hurones.

- Santiago Apóstol, 25 de julio.

## Historia

### Precedentes
Considerando el contexto geográfico como condicionante del origen de la localidad motivado por distintas circunstancias y prioridades según las distintas etapas históricas, de modo que los pueblos que hoy conocemos son en gran parte fundaciones medievales, que surgen fundamentalmente por tres motivos: militares, servicios (como son los entornos de los monasterios o los que surgen en el Camino de Santiago) y agropecuarios: como parece ser Hurones.
Nos encontramos en una zona donde se están excavando restos de entre los más antiguos del hombre europeo (Sitio arqueológico de Atapuerca), con una antigüedad en torno a los 1.200.000 años.
La zona fue conquistada por los romanos en torno al siglo I a. C. En el pago conocido como La Lentejera existe un yacimiento romano, que ha aportado varias monedas fechables entre los siglos II y III, donde se localizan restos de teja y cerámicas de aquella época.
Debe ser este un establecimiento asociado a la importante calzada romana que unía la ciudad de Astorga con Burdeos, en el sur de Francia, y que también pasa cerca de Las Mijaradas, cuyo nombre, según algún autor, tendría relación con la vía, concertadamente con los miliarios o piedras que marcaban la distancia. La calzada, una de las más importantes que existieron en la Hispania romana, se conoce con el nombre de Vía de Hispana in Aquitaniam. Ab Asturica Burdigalam, o lo que es lo mismo, como Vía Aquitania. Se recoge en el Itinerario de Antonino. La zona de Hurones se encontraría entre dos de las ciudades importantes que atravesaba la vía: Deobrígula (seguramente Tardajos) y Tritium. Esta última ciudad, Tricio, conocida en la antigüedad como Tricio de los Autrigones, debía estar en el límite del territorio de esta tribu indígena, en contacto con otra de las tribus que estaban aquí antes de la llegada de los romanos, los turmogos, a quienes ya pertenecía la zona del Arlanzón en torno a Burgos, y probablemente el territorio de Hurones.

### Edad Media
Aunque hay pocos datos, es de cuando más noticias existen. El pueblo actual es directo heredero del medieval.
Marco histórico y cultural
Hubo un posible despoblamiento tras la invasión del 711. Los musulmanes, apenas en tres años, llegaron a dominar toda la Península. Despoblación de la meseta norte: grupos bereberes. La convivencia entre religiones era a veces difícil, a pesar de la enorme importancia que tuvo la religión en ambos bandos.
Los cristianos eran una sociedad de extrema pobreza: casas donde convivían animales y personas, no se conoció la moneda hasta el siglo XI, la cultura estaba reducida a los monasterios, escasísimo comercio (economía autárquica) y corto radio de acción: numerosos pueblos que cultivaban una pequeña franja de territorio en su entorno (tiro de bueyes), obligación de trabajar para el sector, escasa productividad de los campos (1 a 3 en el cereal), importancia de los saqueos y del bandolerismo, alta mortalidad, envejecimiento rápido, etc.

### Evolución histórica de Hurones
-Desde el abandono del asentamiento romano de La Lentejera no hay datos sobre el poblamiento en esta zona.
-A partir del siglo IX comienza a repoblarse la meseta. En el 884 el conde de Castilla Diego Rodríguez Porcelos, desde sus bases en el castillo de Pancorbo da un salto al valle del Arlanzón y por mandato del rey Alfonso III funda Ubierna y Burgos (Martínez Diez, 1991: 233), donde establece importantes castillos, flanqueados de otros pequeños puntos fuertes en el entorno. Posiblemente los nombres de La Atalaya y El Castillo, que se encuentran en Hurones puedan tener algo que ver con esas torres que se encargaban de vigilar el territorio.
-Poco después, cuando la frontera entre cristianos y musulmanes está en el Duero, tenemos las primeras noticias de la existencia de una pequeña aldea en Las Mijaradas (Miller atas). Es el ano 943 (López Mata, s/f. 31) y a pesar de todo las incursiones de saqueo de los musulmanes siguen creando muchos problemas en territorio castellano.
-Burgos se convertiría pronto en un lugar dinámico e importante, con un territorio directamente administrado por la ciudad, el alfoz, en el que se encuadraran numerosas aldeas del entorno, entre ellas Las Mijaradas y Hurones.
-En el siglo XI se da una espectacular aunque corta expansión del reino de Navarra, llegando a ser estas tierras de frontera.
-A partir de esta época empezamos a encontramos referencias escritas. Proceden generalmente de documentos de compras y ventas de propiedades entre nobles o instituciones. Por ellos sabemos la vinculación histórica de estos lugares.
-1073: Alfonso VI concede fueros a Burgos y a sus aldeas, entre las que figura Mijaradas de Hurones (López Mata, s/f: 31). Este autor afirma que Fernán González ya concedió fueros a Burgos y que en los últimos años de su gobierno ya estaba constituido el alfoz.
-1085: En un documento con fecha de 26 de abril una tal Dona Gontroda dona al monasterio de San Pedro de Cardefia y a su abad Sebastián todo lo que pertenece a la iglesia de Santa María, que está fundada en la villa que dicen Hurones y en el barrio denominado Valverde (Serrano, 1919: 371). No sabemos si esa iglesia de Santa María es otra distinta a la actual de Santiago; en todo caso sería un edificio anterior al que hoy vemos.
-1150: Alfonso VII dona a Don Rodrigo, abad del convento de San Cristóbal de Ibeas, de la orden de San Agustín y a su monasterio la heredad de Las Mijaradas (que está entre Hurones, Río Vena -Rubena- y Río Cerezo) y su dehesa que dicen el Soto (Mansilla Reoyo, 1971: 51-52).
-1160: Doña Sancha Diez dona a Don Rodrigo, abad de san Cristóbal de Ibeas varios lugares, entre los que se encuentran las Mijaradas (Mansilla Reoyo, 1971: 56).
-Vecinos de Hurones aparecen como testigos de una cesión que hace un tal Juan Montón de todo lo que tenía en Cótar a la catedral de Burgos (Serrano, 1936: III, 304-305).
-1210: A partir de este momento se tienen noticias de un pleito que tardaría casi un siglo en solucionarse, acerca de la propiedad de Las Mijaradas y que obligó a intervenir tanto al rey de Castilla como al Papa. Los datos muchas veces no son completos y entre documento y documento hay que imaginarse más o menos que pudo ocurrir.
-1210: El papa Inocencio III nombra a dos mediadores para que diriman el pleito entre el convento de San Cristóbal de Ibeas y un canónigo de la catedral de Burgos, con su hermano, por la posesión de Las Mijaradas (Mansilla Reoyo, 1971: 116).
-1211: Martín Álvarez y su mujer venden a la catedral de Burgos varias heredades, entre ellas alguna situada en Hurones (Mansilla Reoyo, 1971: 120).
-1214: Carta de Inocencio III nombrando tres árbitros (entre ellos Mauricio, obispo de Burgos) para estudiar la causa que se ventila entre Domingo y Sancho, hermanos y el monasterio de San Cristóbal de Ibeas por la heredad de las Mijaradas, ocupada por los monjes de Ibeas (Mansilla Reoyo, 1971:126).
-1217: Fernando III el Santo ordena hacer una investigación para el amojonamiento de la heredad de Las Mijaradas para poner fin a la contienda entre los concejos de Riocerezo y Hurones por un lado y el monasterio de San Cristóbal de Ibeas por otro. El amojonamiento hecho sería confirmado dos siglos después, concertadamente en 1453, por el rey Juan II de Castilla (Mansilla Reoyo, 1971: 133).
-1244: Don Juan, obispo de Burgos y canciller del rey vende al monasterio de Las Huelgas las propiedades que antes había comprado a Doña Sancha y Doña Teresa Fernández de Lara en once términos y villas, entre los que se encuentra Hurones(Lizoain, 1985: 132).Vamos viendo como la acaparación de tierras por parte de las grandes instituciones eclesiásticas es un proceso continuo.
-1255: Domingo y Clemente, hermanos, renuncian al derecho que tenían respecto de la heredad de Las Mijaradas a favor del Monasterio de San Cristóbal de Ibeas (Mansilla Reoyo, 1971: 147).
-1292: El rey Sancho IV confirma al monasterio de San Cristóbal de Ibeas la heredad de Las Mijaradas (Mansilla Reoyo,1971: 240).
En estos momentos hay que imaginarse a Hurones como un pequeño poblado que vive de la agricultura y seguramente también de una ganadería complementaria. Habría tierras de cereal y forrajes, prados y huertos, eras, tierras dedicadas al cultivo del lino y arboledas de sauces en el entorno y, muy seguramente algunos viñedos. Gran parte de este paisaje nos lo podemos imaginar a partir de un documento que, aunque fechado algo más tarde, en 1347, es el que más extensamente había de Hurones y da una idea de cómo podía ser su paisaje en plena Edad Media (Pena Pérez, 1990: 341-345). Una de las actividades del lugar podía ser igualmente la extracción de piedra para construcción, pues según parece, la iglesia de San Pedro de la Fuente, que se comenzó a construir en el año 1222, está hecha con caliza de Hurones (Huidobro, 1949:).
¿Cómo podía ser el pueblo en plana Edad Media? El caminante que llegara a Hurones a través de su principal camino, la vieja pero todavía en uso calzada romana, se encontraría con un pequeño núcleo de pobres casas de piedra, de una sola planta, con techo de paja, cada una con un pequeño corral asociado para los animales domésticos, más bien escasos. Sobresaliendo por encima del caserío estaría la iglesia de Santiago con su cementerio alrededor. La nueva iglesia es símbolo de los tiempos que corren, de la modernidad y de la estabilidad económica. La guerra contra los musulmanes queda lejos, prácticamente ya limitada a tierras andaluzas y estos lugares del norte de Castilla ya no temen las posibles incursiones y saqueos que habían sido una constante en los siglos anteriores. Esta estabilidad social y las mejoras técnicas que afectan directamente al campo permitirán un desarrollo, siempre al amparo de la ciudad de Burgos, que quedara duramente cortado a mediados del siglo XIV.
-1347: Fernando Álvarez, vecino de Burgos y su mujer Juana venden a Lope Fernández de Colinas, criado del canciller real, dos casas y varias parcelas de tierra en Hurones. Este documento, como ya dijimos, es muy interesante porque da varios datos sobre la localidad. Así sabemos el nombre de varios propietarios (Pedro Fernández, , dona Marina, Rodrigo el gallego, Sancho Ruiz de Hurones, García Pérez, Alfonso Díaz, de profesión zapatero y vecino de Burgos, etc.) y también el nombre de algunos términos (Fuentevetar, Prado Molino, Sobrecasa, Los Hoyos, El Palomar, Ladreros, La Rasa, La Salceda) o sabemos que todavía esta útil el camino que va a Briviesca, que no es otro que la antigua calzada romana (Pena Pérez, 1990:341-345).
Un año después de que se hiciera esta venta se desata una de las grandes tragedias que azotó a Europa durante la Edad Media, la gran Peste Negra, que entre 1348 y 1350 acabó con un tercio de la población occidental.
A partir de entonces comienza la decadencia de los pequeños núcleos rurales. A la peste le siguen siglo y medio de continuas guerras civiles, luchas entre señores que no acabaran hasta finales de la Edad Media, con los Reyes Católicos. Por otro lado la sociedad cada vez se va orientando más hacia las ciudades, donde se produce el gran auge de la burguesía comerciante, como ocurre claramente en Burgos, ciudad que experimenta un gran desarrollo en el siglo XV, tal como se desprende de los innumerables y magníficos edificios de ese momento que aún subsisten.
Los pequeños pueblos quedan sobreviviendo como proveedores de productos agrícolas para mercados de la ciudad. Muchos de ellos ni siquiera así se mantendrán y acabaran desapareciendo. Tal es el caso en esta zona por ejemplo de Morquillas, de Fuentes de Don Bermudo, Javilla, Calzada, Canaleja, Revenga, Cogullada, Santa Cruz o Soto, todos ellos en el entorno de Villayerno (Martínez Diez, 1987: 31-42), o Villarmios, junto a Quintanapalla (Martínez Diez, 1981: III, Mapa de la Merindad Burgos con Ubierna).
Pasada la peste, en la que murió el propio rey Alfonso XI, su sucesor Pedro I, llamado el Cruel, ordenó hacer un censo para delimitar los derechos del rey y los de los señores en cuanto al cobro de impuestos en las distintas. El resultado se recogió en un libro que se ha llamado Becerro de las Behetrias.
Aquí se dice que Hurones, que pertenece a la Merindad de Burgos con Ubierna, es behetría, es decir, que aunque es de señorío, tiene la facultad para elegir que señor quiere tener. Continua diciendo: ... y son naturales de él los Manrique y los Velascos y los Carrillos y los Guzmanes y los Haro y don Nuño (señor de Vizcaya), es decir las familias más importantes de Castilla. Por orden del rey sus habitantes deben pagar al año 70 maravedís, para el mantenimiento del castillo de Burgos. Al señor que tiene el lugar deben pagar, el que tiene una yunta de bueyes una fanega de trigo y la mitad el que solo tiene un buey. Y a cada uno de los naturales, por San Juan, deben pagar seis maravedís y un tercio. (Martínez Diez, 1981:111,355-356).
Hemos visto como los habitantes de Hurones tienen la obligación de contribuir al mantenimiento del castillo de Burgos y es que desde su origen, tanto Hurones como Las Mijaradas estaban vinculadas a la capital, a cuyo territorio o alfoz pertenecían. Esto también hizo que se aprovecharan de algunos beneficios como es la extensión del fuero de Burgos a sus aldeas dependientes, que en 1073 había decretado Alfonso VI (Martínez Diez, 1982: 128-130). También hemos visto como deben contribuir con dinero al sostenimiento del castillo e incluso cabe pensar que también a la defensa del territorio, al menos en alguno de los primeros momentos, mediante alguna pequeña torre o puesto fortificado, tal como se desprende de nombres como La Atalaya o El Castillo.
De lo que si tenemos noticias ciertas es de la existencia en Hurones de una torre fuerte a fines de la Edad Media, que Teresa Manrique, mujer de Juan de Avendano, dejaba al monasterio de Fesdelval al otorgar testamento en 1433: una casa fuerte de canto, dice, que heredo de su padre, el Adelantado Gómez Manrique. La torre debió ser vendida de nuevo por el monasterio de Fesdelval a algún particular, porque a mediados del siglo XVI Ana de la Torre, mujer de Francisco de Mena, vendía una torre de cal y canto que tenía en Hurones al obispo D. Pedro López de Mendoza. Parte de dicha torre con su palomar, toda cercada de piedra y una huerta junto a la misma, pertenecía sin embargo al arcediano de Lara y tenían derechos también algunos capellanes de la catedral de Burgos. Al final la torre acabaría pasando al monasterio de Oña (Cadifianos, 1987: 139).
Después de la Edad Media nuestra información es aún más escasa y se reduce muchas veces a noticias estadísticas.
Existen referencias de que en el año 1591 Hurones estaba encuadrado dentro de la llamada Cuadrilla de Gamonal, subdivisión del alfoz de Burgos, que agrupaba a un total de 10 pueblos, que contaban en conjunto con 188 vecinos (Martínez Diez, t 1983: 14).
A mediados del siglo XVIII el Catastro del marqués de la Ensenada aporta algunos datos sobre la estructura de la población de los distintos pueblos. Así sabemos que en Hurones había un total de 14,5 vecinos más el cura, ninguno de los cuales pertenecía a la nobleza. Uno de los vecinos era pobre y asimismo existía una viuda pobre (Camarero, 1989: 492). Entonces esta población era lugar de realengo (Martínez Diez: 1983: 144).
Lugar que formaba parte, del Alfoz y Jurisdicción de Burgos en el partido de Burgos, uno de los catorce que formaban la Intendencia de Burgos durante el periodo comprendido entre 1785 y 1833, tal como se recoge en el Censo de Floridablanca de 1787. Tenía jurisdicción de realengo con alcalde pedáneo.
A mediados del siglo XIX constaba de 60 casas y se dice que su término es de mediana calidad, con un monte poblado de robles y abunda en fuentes de buenas aguas. Sus habitantes, 139 en total (25 vecinos), contando con Las Mijaradas, se dedicaban al cultivo de cereales, legumbres y patatas y al ganado lanar, caballar y vacuno (Madoz, 1984 [1845-1850: 472). El paisaje, a pesar de su aparente aspereza, debió atraer, sin embargo, la sensibilidad del pintor burgalés Marceliano Santa María que, a principios de nuestro siglo, se dedica a pintar los cerros, fuentes y valles de Cótar, Quintanadueñas y Hurones (García Gallardo, 1966).